# الاتحاد العربي للتنمية المستدامة والبيئة

## أخبار جديدة
بناء على ما صدر من قرار السادة أعضاء مجلس إدارة الاتحاد في تحويل رؤى وأهداف الاتحاد إلى واقع ملموس يؤثر في كافة قطاعات الدول العربية الأعضاء تأثيرا إيجابيا وبناء على ما تقرر من الجمعية العمومية للإتحاد في اجتماعها الأخير، فقد تم إنشاء (الاتحاد العربى للتنمية المستدامة والبيئة) ليتوافق مع الأهداف التي تدعم التنمية المستدامة بالوطن العربي. وذلك اعتبارا من 18 ديسمبر 2011، وقد أصبح شعار الاتحاد AUSDE
الاتحاد العربي للتنمية المستدامة والبيئة AUSDE  Arab Union for Sustainable Development & Environment :
هو هيئة عربية غير حكومية تتولى معاونة الجهات الرسمية وغير الرسمية المعنية بتعزيز التكامل العربي في مجال حماية البيئة والحفاظ على هذه الثروات الاقتصادية من التبديد أو الإهدار، وذلك وفقاً للتشريعات المحلية والاتفاقيات الدولية المعمول بها في هذا الشأن.
يأتي إنشاء هذا الاتحاد إيماناً من المعنيين في الدول العربية بأهمية الحفاظ على البيئة العربية وضرورة حمايتها من أي آثار سلبية تعمل على إخلال التوازن البيئي في شتي نواحي الحياة، والعمل على تحقيق مبدأ الاستدامة البيئية ليستفيد منها الأجيال الحاضرة والأجيال الأخرى في المستقبل، العضوية في الاتحاد مفتوحة أمام جميع الهيئات والمؤسسات والجمعيات والأشخاص المعنيين بشكل مباشر أو غير مباشر لحماية البيئة بالوطن العربي بما في ذلك الوزارات المعنية في مختلف البلدان العربية.
الاتحاد يتخذ من مدينة القاهرة في جمهورية مصر العربية مقر دائم له وللإتحاد إمكانية فتح مكاتب إقليمية وفروع في عدد من الدول العربية والأجنبية ويتم فتح هذه المكاتب والفروع وفقاً لما تقتضيه طبيعة العمل ومصلحة الاتحاد، ويتمتع الاتحاد بالشخصية الاعتبارية وله الأهلية الكاملة لمزاولة أعمالة وتحقيق أهدافه، كما يتمتع الاتحاد باستقلال مالي وإداري.

## الهيكل التنظيمى للإتحاد
الرئيس الفخري للإتحاد/ العالم الأستاذ الدكتور فاروق الباز

### * مجلس إدارة الاتحاد
مستشار / نادر كمال جعفر.
رئيس مجلس إدارة الاتحاد - جمهورية مصر العربية
أ.د. / محمد وسيم مردم بك
نائب الرئيس - سوريا
د. / ليلى بنت العيد عويشري
عضو - تونس
د. / محمد بن هلال الكسار
عضو - المملكة السعودية
أ. د. / دعد محمد فؤاد
عضو - جمهورية مصر العربية

### * الأمانة العامة
مستشار د. / أشرف عبد العزيز منصور
عضو مجلس الإدارة والأمين العام للإتحاد - جمهورية مصر العربية
د. / عزة حسين 
الأمين العام المساعد للشئون المالية والادارية - جمهورية مصر العربية
د/ مصطفى محمد ابوزيد 
المستشار الاعلامى ونائب رئيس الهبئة الاستشارية للاعلام - جمهورية مصر العربية
د. / مروة عصام الدين سيد صالح
رئيس قسم شئون التدريب - جمهورية مصر العربية
د. / محمد مبارك العقلا
عضو - المملكة السعودية
لواء مهندس د. / محمد مختار قنديل
رئيس اللجنة الاستشارية
مهندس/ محمد رضا محمد عبد العظيم
مدير المواقع الالكترونية
أخصائي واستشاري برمجيات

## روابط ذات صلة
الموقع الرسمى للإتحاد العربى للتنمية المستدامة والبيئة 
جامعة الدول العربية
United Nations Department of Economic and Social Affairs 